# Hespèrion XXI
Hespèrion XXI è un gruppo musicale spagnolo di musica antica.

## Storia
Nel 1974 Jordi Savall fondò, assieme alla moglie Montserrat Figueras, a Lorenzo Alpert e a Hopkinson Smith l'Ensemble Hespèrion XX, poi Hespèrion XXI dall'anno 2000, che aveva per scopo la riscoperta, la valorizzazione e la diffusione del patrimonio musicale dell'Europa del Mediterraneo dall'antichità al XVIII secolo.
Hesperia era infatti il nome latino di una regione europea comprendente l'Italia, la penisola iberica e la Francia Meridionale.
Le registrazioni effettuate dall'ensemble nel corso degli anni comprendono musiche del periodo antico tratte da manoscritti medievali (come il Llibre Vermell de Montserrat, il Cancionero de palacio, il Cancioniero de la Colombina e il Manuscrit du roi), ma anche di compositori del periodo rinascimentale e barocco spagnolo (Antonio de Cabezón, Juan Cabanilles, Juan del Encina), francese (François Couperin), inglese (John Dowland, Anthony Holborne, Henry Purcell), tedesco (Samuel Scheidt) e italiano. In talune registrazioni l'ensemble si unisce a La Capella Reial de Catalunya.
Il gruppo ha dato spazio anche alla tradizione musicale sefardita, a quella araba, nonché alla riscoperta dei villancicos del patrimonio melodico e vocale dell'America Latina. Più recentemente, l'Hespèrion XXI ha affrontato il repertorio di autori di paesi variamente collegati all'area mediterranea, come la Turchia.

## Discografia
Inizialmente il gruppo negli anni '70 ha inciso per la EMI "Reflexe" (registrazioni riedite in cd da Virgin Classics), oltre a sporadiche incursioni in altre case discografiche. In seguito si è affidato alla etichetta francese Astrée, poi Naïve Records. Nel 1998 Jordi Savall ha dato vita ad una propria etichetta discografica indipendente, la Alia Vox, che ha pubblicato nuovi album (anche in formato SACD) e nuove raccolte di musiche di precedenti registrazioni (non sono presenti in questa lista).
- 1975 - Music from Christian and Jewish Spain (EMI "Reflexe")
- 1976 - El Barroco Español. Tonos humanos & Instrumental music (EMI "Reflexe")
- 1976 - Canciones y Danzas de España - Songs and Dances from the Time of Cervantes (EMI "Reflexe")
- 1977 - Cansós de Trobairitz (EMI "Reflexe")
- 1978 - Music from the Armada Years, con l'Academy of Ancient Music (Folio Society)
- 1978 - Samuel Scheidt, Ludi Musici (EMI "Reflexe")
- 1978 - Llibre Vermell de Montserrat (EMI "Reflexe")
- 1978 - Giovanni Gabrieli e Gioseffo Guami, Canzoni da sonare (EMI "Reflexe")
- 1978 - Musique du Ioye (Astrée)
- 1979 - Orlando di Lasso, Sacrae cantiones (Astrée)
- 1979 - John Coprario, Consort music (Astrée)
- 1981 - Battaglie e lamenti (Archiv)
- 1981 - William Brade, Consort Music (Deutsche Harmonia Mundi)
- 1982 - Eustache Du Caurroy, XXIII Fantasies (Astrée)
- 1983 - François Couperin, Les Nations, 1726
- 1983 - Viva rey Ferrando. Renaissance music from the Neapolitan Court, 1442-1556 (EMI "Reflexe")
- 1983 - Johann Hermann Schein: Banchetto musicale
- 1983 - Tobias Hume, Poeticall musicke (Deutsche Harmonia Mundi)
- 1985 - François Couperin, Les Apotheoses (Astrée)
- 1986 - Johann Sebastian Bach, Die Kunst der Fuge (Astrée, 2CD)
- 1986 - Antonio de Cabezón: Spanische Instrumentalmusik zur Zeit Karl V (EMI "Reflexe")
- 1987 - Ensaladas (Astrée)
- 1987 - Lope de Vega, Intermedios del Barroco Hispánico (Astrée)
- 1988 - John Dowland, Lachrimae or Seaven Teares (Astrée)
- 1988 - Juan del Encina, Romances & Villancicos (Astrée)
- 1988 - Christopher Tye, Lawdes Deo (Astrée)
- 1989 - Johann Rosenmüller, Sonate da Camera & Sinfonie, 1654-1682 (Astrée)
- 1990 - Jenkins, Consort music for viols in six parts (Astrée)
- 1991 - El cancionero de palacio (Astrée)
- 1991 - El cancioniero de la colombina (Astrée)
- 1992 - El Cancionero de Medinaceli (Astrée)
- 1992 - Cristóbal de Morales, Officium Defunctorum; Missa Pro Defunctis (Astrée)
- 1992 - Francisco Guerrero, Sacrae Cantiones (Astrée)
- 1992 - Tomás Luis de Victoria, Cantica Beatae Virginis (Astrée)
- 1993 - Alfonso el Sabio, Cantigas de Santa Maria (Astrée)
- 1993 - Folias and Canarios (Astrée)
- 1993 - Mattew Locke, Consort of Fower Parts (Astrée)
- 1994 - Henry Purcell, Fantasias for viols, 1680 (Astrée)
- 1995 - Samuel Scheidt, Ludi Musici (Astrée)
- 1998 - Juan Cabanilles, Batalles, Tientos & Passacalles (Alia Vox)
- 1998 - Elizabethan Consort Music (Alia Vox)
- 1998 - La Folia, 1490-1701 (Alia Vox)
- 1999 - Diaspora Sefardì (Alia Vox, 2CD)
- 2000 - Anthony Holborne, The Teares of the Muses, 1599. Elizabethan Consort Music, vol. 2 (Alia Vox)
- 2000 - Carlos V. Mille Regretz: La Canción del Emperador (Alia Vox)
- 2000 - Battaglie e lamenti (Alia Vox)
- 2001 - Ostinato (Alia Vox)
- 2002 - William Lawes, Consort Sets in five & six parts (Alia Vox, 2 CD)
- 2003 - Alfonso Ferrabosco, Consort Music to the viols in 4, 5 & 6 parts (Alia Vox)
- 2003 - Villancicos y Danzas Criollas. De la Iberia Antigua al Nuevo Mundo (1550-1750)
- 2004 - Isabel I. Reina de Castilla
- 2005 - Don Quijote de la Mancha. Romances y Músicas, con La Capella Reial de Catalunya (Alia Vox, 2CD)
- 2005 - Altre follie, con La Capella Reial de Catalunya (Alia Vox)
- 2006 - Christophorus Columbus, con La Capella Reial de Catalunya (Alia Vox, 2CD)
- 2006 - Orient - Occident (Alia Vox)
- 2007 - Lachrimae Caravaggio (Alia Vox)
- 2007 - Francesco Javier. La Ruta de Oriente (Alia Vox, 2CD)
- 2008 - Estampies & Danses Royales. Le manuscrit du roi (Alia Vox)
- 2008 - Jérusalem. La ville des deux Paix: la Paix céleste et la Paix terrestre (Alia Vox, 2CD)
- 2009 - Istanbul. Dimitrie Cantemir (Alia Vox)
- 2009 - Le Royaume oublié. La croisade contre les Albigeois - La Tragédie cathare (Alia Vox)
- 2010 - El Nuevo mundo. Folías Criolas (Alia Vox)
- 2010 - Dinastia Borja (Alia Vox) - Grammy Award for Best Small Ensemble Performance 2011
- 2011 - La sublime porte. Voix d'Istanbul (1430–1750) (Alia Vox)
- 2011 - Mare nostrum. Dialogue des musiques chrétiennes, musulmanes et juives autour de la Méditerranée (Alia Vox, 2CD)
- 2012 - Jeanne D'Arc. Batailles & Prisons (Alia Vox)
- 2012 - Ésprit d'Arménie (Alia Vox)
- 2013 - Esprit des Balkans (Alia Vox)
- 2013 - Erasmus. Éloge de la Folie, con La Capella Reial de Catalunya (Alia Vox)